# Bytte bytte baby (film fra 2023)
Bytte bytte baby er en dansk komediefilm fra 2023, instrueret af Barbara Topsøe-Rothenborg efter manuskript af Pia Konstantin Berg. Filmen havde premiere den 16. marts 2023.

## Handling
Filmen følger de to par; Cecilie og Andreas og Liv og Malthe, der gennemgår fertilitetsbehandlinger for at opnå deres drøm om at få børn. Forude venter ni måneders sød ventetid med den perfekte graviditet, lige indtil de opdager, at fertilitetsklinikken har ombyttet de befrugtede æg. Den alternative Liv er gravid med kontrolfreaken Cecilies baby, og babylykken bliver med ét vendt på hovedet. Den umiddelbare løsning er at bytte babyer ved fødslen, men dilemmaet sætter gang i en lavine af absurde konflikter. De to kvinder må nærmest bytte liv, mens deres forvirrede mænd forsøger at navigere helskindet igennem den nu knapt så søde ventetid.

## Medvirkende
- Mille Dinesen som Cecilie
- Lars Ranthe som Andreas
- Katinka Lærke Petersen som Liv
- Kasper Dalsgaard som Malthe
- Sarah Boberg som Ulla
- Neel Rønholt som Mette Line
- Solbjørg Højfeldt som Irene
- Thomas Bo Larsen som Thorbjørn
- Lars Knutzon som Mogens
- Laura Bro som jordemoder Iben

## Modtagelse
Bytte bytte baby blev modtaget med overvejende positive anmeldelser, hvor bl.a. Soundvenue roste filmen for “at dissekere moderskab og fertitilitetsbehandling sødt, underholdende og rørende…”. Filmen modtog fire ud af seks stjerner fra Soundvenue og tre ud af seks stjerner fra Filmmagasinet Ekko og Politiken.